# Egsmark
Egsmark is een plaats in de Deense regio Midden-Jutland, gemeente Syddjurs.
De plaats ligt in het zuiden van schiereiland Djursland.